# (6828) Elbsteel
(6828) Elbsteel (1990 VC1) – planetoida z grupy pasa głównego asteroid okrążająca Słońce w ciągu 4,43 lat w średniej odległości 2,7 j.a. Odkryta 12 listopada 1990 roku.